# Hammerkopf (Vogel)
Der Hammerkopf oder Schattenvogel (Scopus umbretta) ist ein bis zu 56 cm großer Wasservogel, der in Afrika südlich der Sahara weit verbreitet ist. Weil seine näheren Verwandtschaftsverhältnisse ungeklärt sind, wird er meistens einer eigenen Familie Scopidae zugeordnet.

## Merkmale
Die Bezeichnung Hammerkopf geht auf die ungewöhnliche Kopfform zurück: Die Art hat einen langgezogenen Schnabel sowie eine nach hinten gerichtete Federhaube. Der im Verhältnis zur Gesamtkörpergröße relativ mächtige Schnabel ist etwa 8 cm lang, seitlich zusammengedrückt und endet in einem kleinen Haken. Er hat Ähnlichkeit mit dem Schnabel des Schuhschnabels, ist aber nicht ganz so gewaltig.
Ein Geschlechtsdimorphismus besteht nicht. Es gibt jedoch zwei Unterarten, die sich in Größe und Färbung leicht voneinander unterscheiden (siehe Systematik). Hammerköpfe werden bis zu 56 cm hoch und 470 g schwer. Das Gefieder ist braun und kann auf dem Rücken einen metallischen Schimmer annehmen.
Hals und Beine sind recht kurz, gerade im Vergleich mit vielen Schreitvögeln, in deren Nähe er traditionell taxonomisch gestellt wurde. Die Flügel sind breit und gerundet. Sie ermöglichen einen flatternden Flug mit nur seltenen Gleitphasen. Im Flug wird der Hals nach Storchenart ausgestreckt.

## Verbreitung und Lebensraum
Der Hammerkopf ist weit über Feuchtgebiete Afrikas südlich der Sahara verbreitet. Sein riesiges Verbreitungsgebiet umschließt auch Madagaskar sowie den Westen Jemens und Saudi-Arabiens.
Man findet den Vogel in allen Arten von Süßwasserhabitaten. Seen, Flüsse, Sümpfe und auch temporäre Wasserlöcher beherbergen ihn, wenn das Wasser flach genug ist, dass er darin umherlaufen kann. Manchmal findet man Hammerköpfe auch in Flussdeltas und Mangroven. Voraussetzung für ein geeignetes Habitat ist das Vorhandensein von Bäumen, die als Nist- und Ruheplätze gebraucht werden; nur manchmal nimmt der Hammerkopf auch mit anderen erhöhten Plätzen wie Felsen vorlieb.
Die IUCN schätzt den Gesamtbestand des Hammerkopfes auf 170.000 bis 1,1 Millionen Tiere. Der Hammerkopf ist ein häufiger Vogel und gilt nicht als gefährdet.

## Lebensweise

### Aktivität

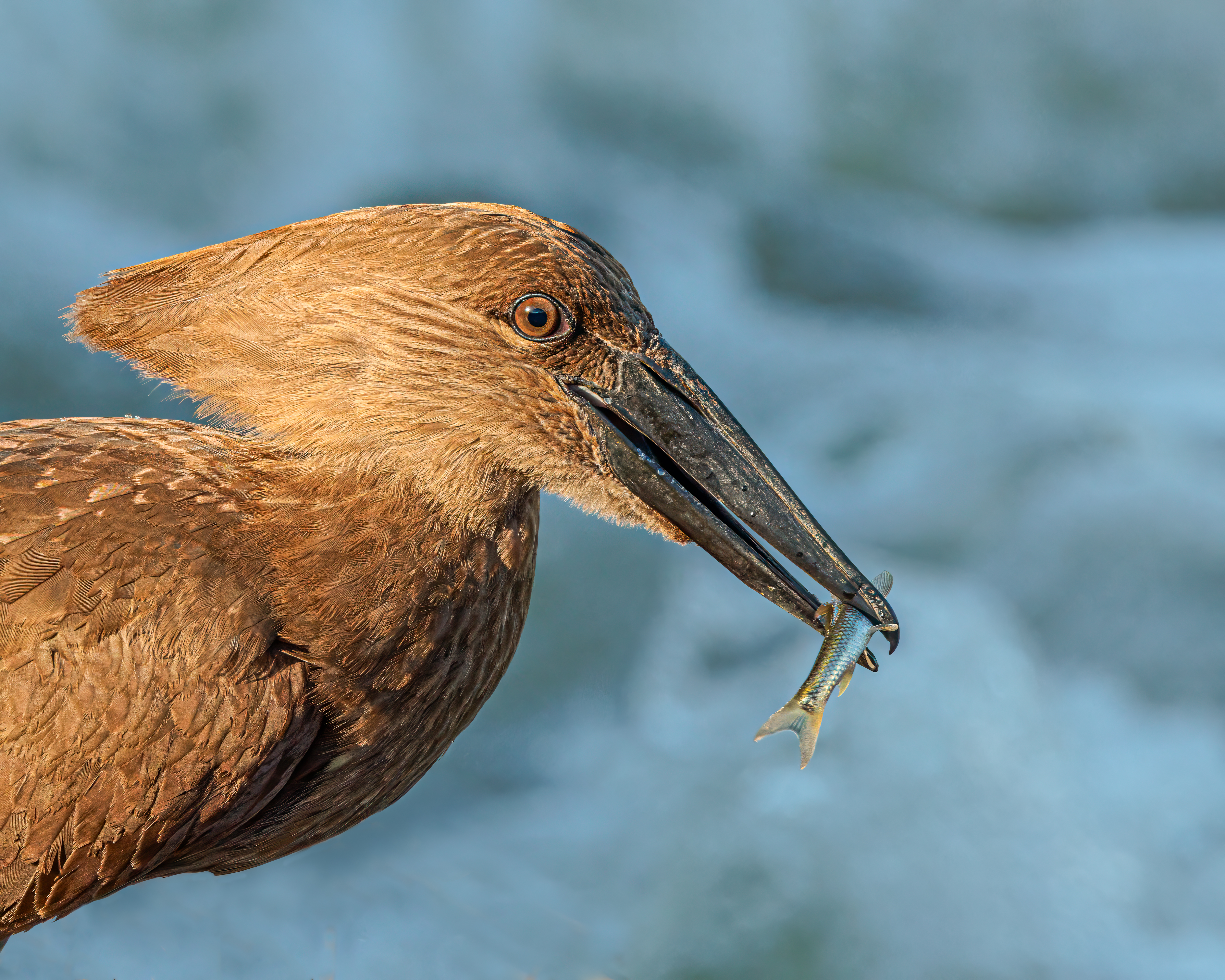
Ein Hammerkopf isst Fisch in Südafrika.

Der Hammerkopf ist ein tag- und dämmerungsaktiver Vogel, der während der Nacht sowie in der Mittagshitze ruht. Er ist ein Einzelgänger; lediglich an den Ruheplätzen findet man ihn in Gruppen von bis zu fünfzig Vögeln.

### Ernährung
Die Nahrung besteht zu einem Großteil aus Fischen und Amphibien. Zu den bevorzugten Fischen gehören Raubwelse, Barben und Tilapien, während unter den Amphibien Krallenfrösche und deren Kaulquappen besonders begehrt sind. Zu geringeren Anteilen werden auch Krebstiere, Insekten, Würmer und kleine Säugetiere gefressen. Um an die Beute zu gelangen, wühlt der Hammerkopf den Grund mit den Füßen auf und stochert mit dem Schnabel im Schlamm.
Gelegentlich sieht man Hammerköpfe auch über die Wasseroberfläche fliegen und Fische und Kaulquappen im Fluge aus dem Wasser erbeuten. Außerdem folgen sie gelegentlich Herden von Rindern oder Büffeln, um die von diesen aufgescheuchten Insekten zu erhaschen.

### Fortpflanzung

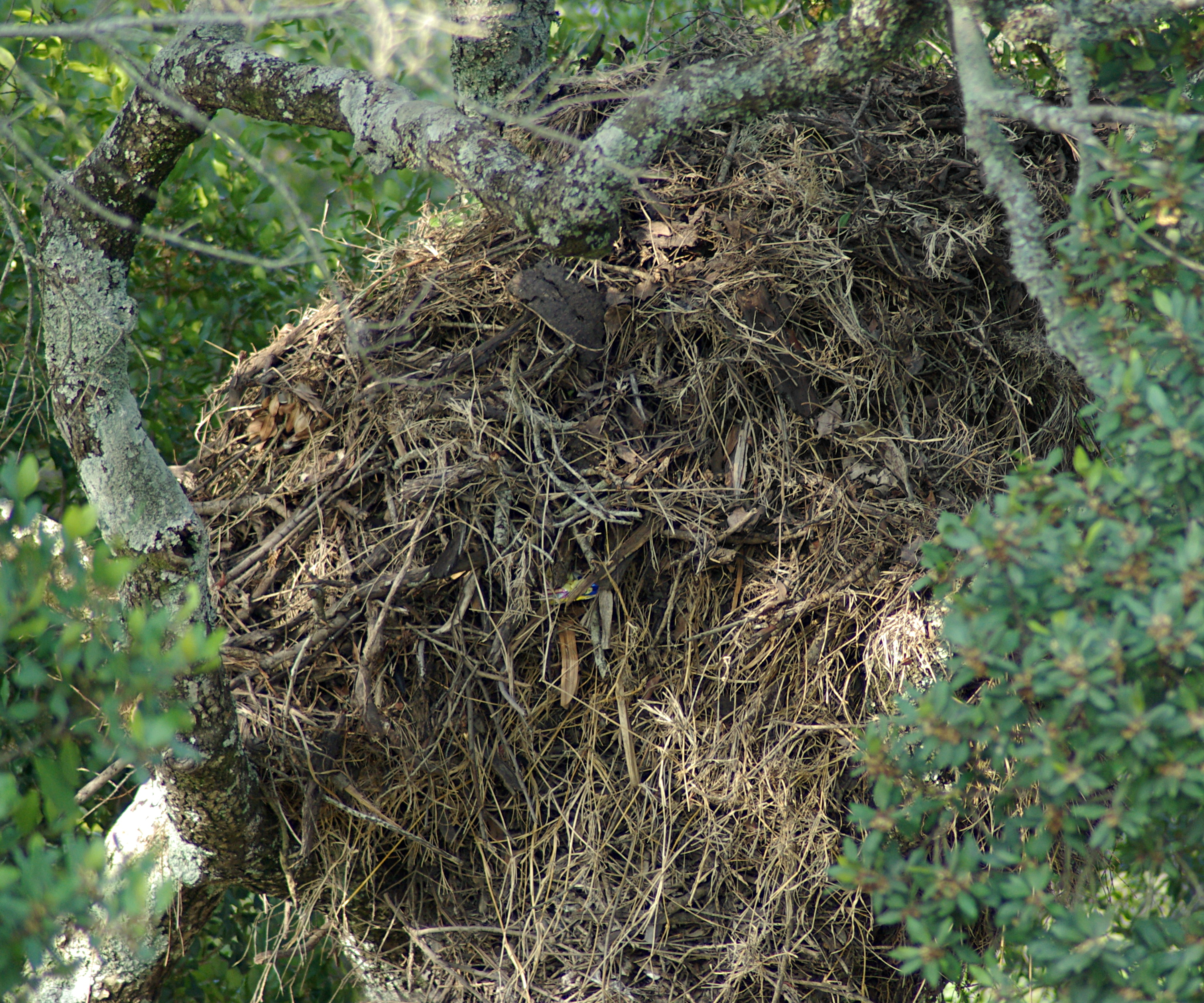
Nest des Hammerkopfes

Außergewöhnlich ist das Nest des Hammerkopfes. Es hat einen Durchmesser von 1,5 m, besteht aus bis zu 8000 Einzelteilen und erreicht das Hundertfache des Eigengewichts des Vogels. Beide Partner bauen es gemeinsam, für gewöhnlich in einem Baum, manchmal auch auf anderen erhöhten Plätzen wie Felsengruppen. Zweige werden aufeinandergehäuft und mit Schlamm aneinandergeklebt. Zunächst bildet das Nest eine Plattform, dann werden die Wände errichtet und schließlich ein Kuppeldach über dem Nest. Der einzige Zugang zu dem riesigen Gebilde befindet sich auf der Unterseite. Dieser Eingang mündet in einen Tunnel, der 10 bis 15 cm breit und 40 bis 60 cm lang ist und an dessen Ende sich die zentrale Nistkammer mit einem Durchmesser von 40 × 40 × 60 cm befindet. Ein Paar baut oft mehrere Nester. Diese halten mehrere Jahre und können immer wieder genutzt werden. Das Erweitern und Ausbessern der Nester ist ein beständiger Vorgang, der parallel zur Brut ausgeführt wird.
Das Hammerkopfnest dient anderen Tieren als Lebensraum. Kleine Singvögel bauen ihre eigenen Nester auf der Außenseite des Riesennests, und als weitere Untermieter finden sich Honigbienen, Ginsterkatzen, Mangusten, Warane, Schlangen, Nilgänse, Höckerglanzgänse, Falken, Tauben und Schwarzstörche ein – viele von diesen allerdings nicht gleichzeitig mit einem brütenden Hammerkopfpaar, sondern eher als Bewohner eines verlassenen Nests.
Das Gelege besteht aus drei bis sieben Eiern, die beide Partner etwa 30 Tage bebrüten. Wenn die Jungen schlüpfen, tragen sie ein graues Dunenkleid, das nach wenigen Tagen durch Federn ersetzt wird. Der Schopf bildet sich nach sechs Tagen, und nach dreißig Tagen ähneln die Jungen bereits sehr den Altvögeln – mit Ausnahme des Schnabels, der länger braucht, um seine endgültigen Ausmaße zu erreichen. Beide Partner füttern die Jungen, die nach rund 47 Tagen flügge sind.
Die Bruten sind auffallend häufig erfolglos. So sollen 50 % der Eier unausgebrütet bleiben und 30 bis 40 % der Jungvögel nicht überleben. Hauptursache ist der Einfall von Feinden, vor allem von Waranen, in das Nest.

## Systematik

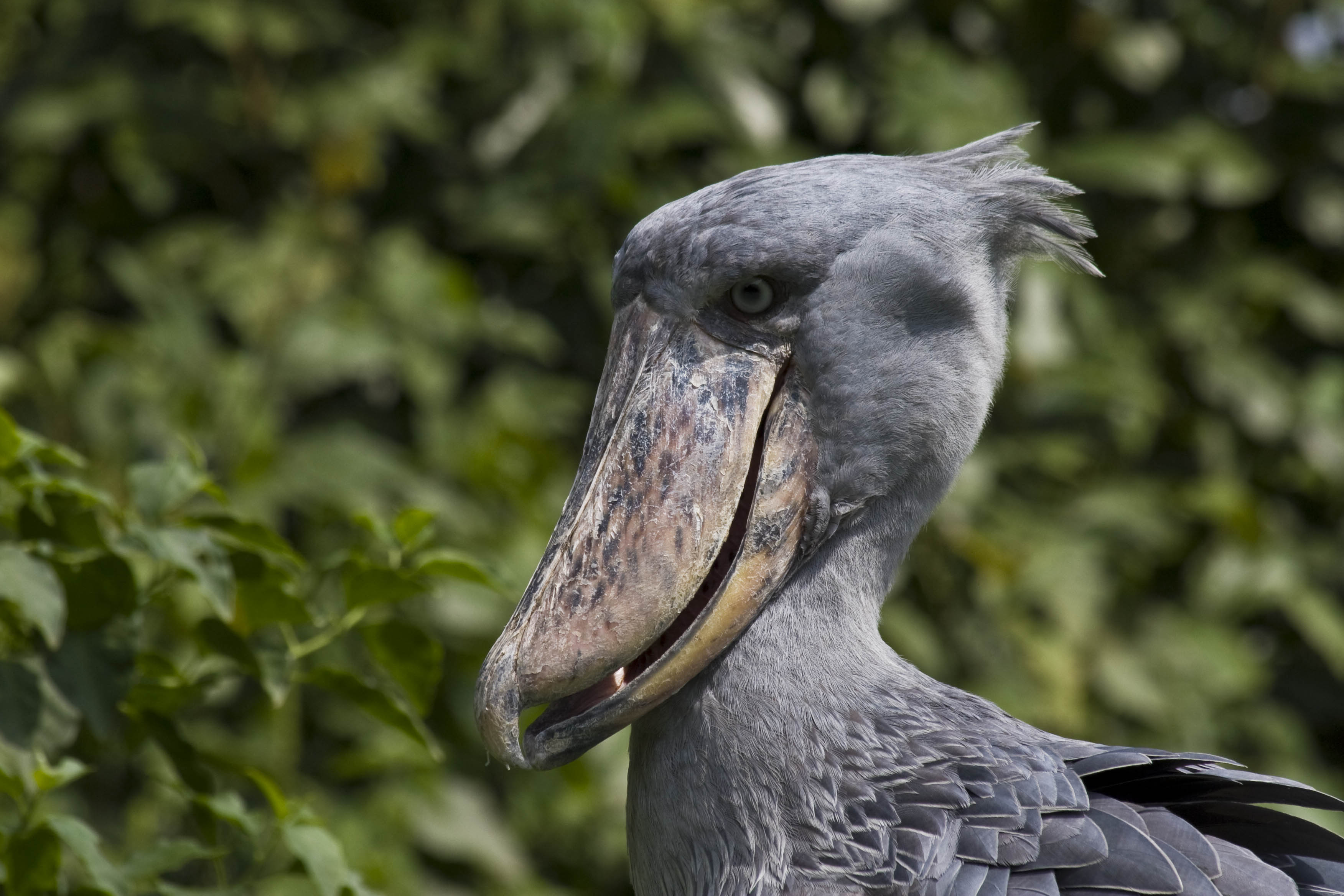
Schuhschnabel

Die Klassifikation des Hammerkopfs ist weitgehend ungeklärt. Sein Schnabel hat entfernte Ähnlichkeit mit dem des Schuhschnabels. Aufgrund morphologischer Analysen wurde er in die Nähe von Reihern und Flamingos gestellt, während eine Untersuchung der Ektoparasiten sogar auf eine Verwandtschaft mit den Regenpfeifern schließen ließ. Jüngste Analysen der DNA ergaben eine neue Option: Demnach ist der Hammerkopf die Schwesterart eines großen Taxons, das von den Ruderfüßern (unter Ausschluss der Tropikvögel) und dem Schuhschnabel gebildet wird. Dieses Ergebnis stellt die Zuordnung des Hammerkopfs zu den Schreitvögeln in Frage.
S. J. Hackett und Mitautoren sowie Fain und Houde ordnen den Hammerkopf in ihrer auf DNA-Sequenzanalysen gestützten Revision der Vogelsystematik als Schwesterart eines aus den Pelikanen und dem Schuhschnabel gebildeten Taxons ein.
Nach den Ergebnissen der Studien der vergangenen zwanzig Jahre ist eine Zuordnung des Schuhschnabels zu den Schreitvögeln fraglich geworden. Eine Einordnung in die Gruppe der Pelikanverwandten oder in deren Nähe ist inzwischen weitaus wahrscheinlicher. Folgendes Kladogramm verdeutlicht den aktuellen Stand (2018) der Forschung zu den Verwandtschaftsverhältnissen.
|  | Hammerkopf (Scopidae)                                                                       |
|  |                                                                                             |
|  | \| \| Pelikane (Pelecanidae) \| \| \| \| \| \| Schuhschnabel (Balaenicipitidae) \| \| \| \| |
|  |                                                                                             |
|  | Pelikane (Pelecanidae)                                                                      |
|  |                                                                                             |
|  | Schuhschnabel (Balaenicipitidae)                                                            |
|  |                                                                                             |

|  | Pelikane (Pelecanidae)           |
|  |                                  |
|  | Schuhschnabel (Balaenicipitidae) |
|  |                                  |

|  | Hammerkopf (Scopidae)                                                                       |
|  |                                                                                             |
|  | \| \| Pelikane (Pelecanidae) \| \| \| \| \| \| Schuhschnabel (Balaenicipitidae) \| \| \| \| |
|  |                                                                                             |
|  | Pelikane (Pelecanidae)                                                                      |
|  |                                                                                             |
|  | Schuhschnabel (Balaenicipitidae)                                                            |
|  |                                                                                             |

|  | Pelikane (Pelecanidae)           |
|  |                                  |
|  | Schuhschnabel (Balaenicipitidae) |
|  |                                  |

|  | Hammerkopf (Scopidae)                                                                       |
|  |                                                                                             |
|  | \| \| Pelikane (Pelecanidae) \| \| \| \| \| \| Schuhschnabel (Balaenicipitidae) \| \| \| \| |
|  |                                                                                             |
|  | Pelikane (Pelecanidae)                                                                      |
|  |                                                                                             |
|  | Schuhschnabel (Balaenicipitidae)                                                            |
|  |                                                                                             |

|  | Pelikane (Pelecanidae)           |
|  |                                  |
|  | Schuhschnabel (Balaenicipitidae) |
|  |                                  |

|  | Hammerkopf (Scopidae)                                                                       |
|  |                                                                                             |
|  | \| \| Pelikane (Pelecanidae) \| \| \| \| \| \| Schuhschnabel (Balaenicipitidae) \| \| \| \| |
|  |                                                                                             |
|  | Pelikane (Pelecanidae)                                                                      |
|  |                                                                                             |
|  | Schuhschnabel (Balaenicipitidae)                                                            |
|  |                                                                                             |

|  | Pelikane (Pelecanidae)           |
|  |                                  |
|  | Schuhschnabel (Balaenicipitidae) |
|  |                                  |

|  | Hammerkopf (Scopidae)                                                                       |
|  |                                                                                             |
|  | \| \| Pelikane (Pelecanidae) \| \| \| \| \| \| Schuhschnabel (Balaenicipitidae) \| \| \| \| |
|  |                                                                                             |
|  | Pelikane (Pelecanidae)                                                                      |
|  |                                                                                             |
|  | Schuhschnabel (Balaenicipitidae)                                                            |
|  |                                                                                             |

|  | Pelikane (Pelecanidae)           |
|  |                                  |
|  | Schuhschnabel (Balaenicipitidae) |
|  |                                  |

|  | Hammerkopf (Scopidae)                                                                       |
|  |                                                                                             |
|  | \| \| Pelikane (Pelecanidae) \| \| \| \| \| \| Schuhschnabel (Balaenicipitidae) \| \| \| \| |
|  |                                                                                             |
|  | Pelikane (Pelecanidae)                                                                      |
|  |                                                                                             |
|  | Schuhschnabel (Balaenicipitidae)                                                            |
|  |                                                                                             |

|  | Pelikane (Pelecanidae)           |
|  |                                  |
|  | Schuhschnabel (Balaenicipitidae) |
|  |                                  |

|  | Hammerkopf (Scopidae)                                                                       |
|  |                                                                                             |
|  | \| \| Pelikane (Pelecanidae) \| \| \| \| \| \| Schuhschnabel (Balaenicipitidae) \| \| \| \| |
|  |                                                                                             |
|  | Pelikane (Pelecanidae)                                                                      |
|  |                                                                                             |
|  | Schuhschnabel (Balaenicipitidae)                                                            |
|  |                                                                                             |

|  | Pelikane (Pelecanidae)           |
|  |                                  |
|  | Schuhschnabel (Balaenicipitidae) |
|  |                                  |

|  | Hammerkopf (Scopidae)                                                                       |
|  |                                                                                             |
|  | \| \| Pelikane (Pelecanidae) \| \| \| \| \| \| Schuhschnabel (Balaenicipitidae) \| \| \| \| |
|  |                                                                                             |
|  | Pelikane (Pelecanidae)                                                                      |
|  |                                                                                             |
|  | Schuhschnabel (Balaenicipitidae)                                                            |
|  |                                                                                             |

|  | Pelikane (Pelecanidae)           |
|  |                                  |
|  | Schuhschnabel (Balaenicipitidae) |
|  |                                  |

Die Zuordnung des Hammerkopfs zu den Pelecaniformes wurde inzwischen vom International Ornithological Congress anerkannt und in dessen World Bird List übernommen.
Man unterscheidet zumindest zwei Unterarten. Die Nominatform Scopus umbretta umbretta ist in Zentral-, Ost- und Südafrika sowie auf Madagaskar und im Westen Arabiens verbreitet. Hingegen lebt die Unterart Scopus umbretta minor in Westafrika; sie ist etwas kleiner und hat ein deutlich dunkleres Gefieder. Manche Autoren sehen auch die Hammerköpfe Madagaskars als eigene Unterart unter dem Namen Scopus umbretta bannermani.